# .er
‎.er‏ دامنه اینترنتی اختصاص داده شده به اریتره است.

## دامنه‌های سطح ۱
برای این دامنه، دامنه‌های سطح ۲ نیز موجود است:
- com.er
- edu.er
- gov.er
- net.er
- org.er